# Iraq ai Giochi della XXXIII Olimpiade
L'Iraq ha partecipato ai Giochi della XXXIII Olimpiade, svoltisi a Parigi dal 26 luglio all'11 agosto 2024, con una delegazione di 23 atleti, tutti uomini, in 5 discipline.

## Delegazione
| Sport             | Uomini | Donne | Totale |
| ----------------- | ------ | ----- | ------ |
| Atletica leggera  | 1      | 0     | 1      |
| Calcio            | 19     | 0     | 19     |
| Judo              | 1      | 0     | 1      |
| Nuoto             | 1      | 0     | 1      |
| Sollevamento pesi | 1      | 0     | 1      |
| Totale            | 23     | 0     | 23     |